# Arnold von Möhl

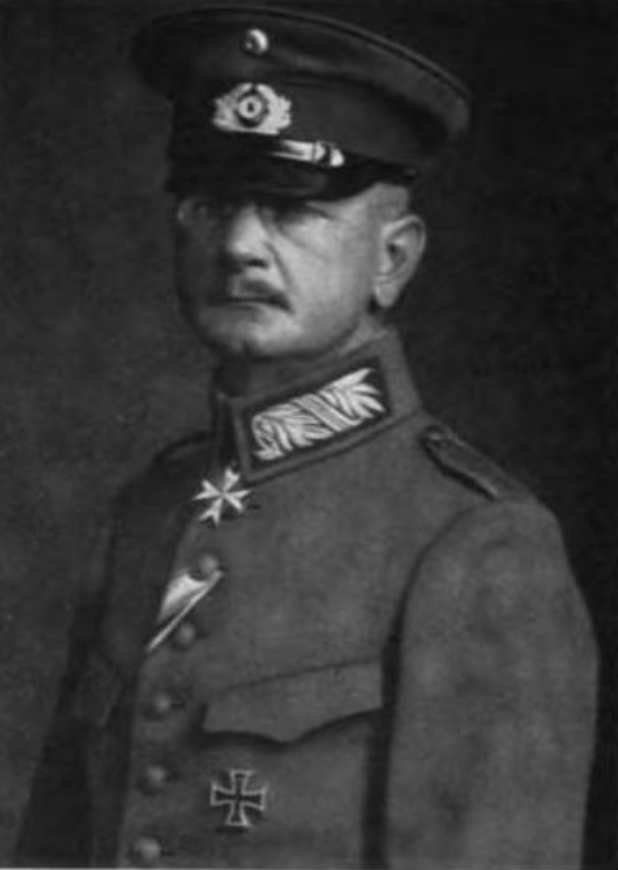
Arnold von Möhl

Arnold Möhl, seit 1918 Ritter von Möhl (* 26. März 1867 in Nandlstadt; † 27. Dezember 1944 in Starnberg) war ein deutscher General der Infanterie der Reichswehr.

## Leben

### Herkunft
Arnold war der Sohn des Arztes Karl Möhl (1838–1871) und dessen Ehefrau Marianne, geborene von Dall'Armi (1844–1871).

### Militärkarriere
Möhl trat nach dem Abitur an einem humanistischen Gymnasium als Fahnenjunker am 25. August 1884 in das 6. Infanterie-Regiment „Kaiser Wilhelm, König von Preußen“ der Bayerischen Armee ein. Vom 1. März 1885 bis 10. Februar 1886 belegte er den Offizierslehrgang an der Kriegsschule in München und wurde zum zwischenzeitlich am 16. April 1885 zum Fähnrich befördert. Darauf folgte am 11. Januar 1887 die Ernennung zum Sekondeleutnant. Mitte 1888 absolvierte Möhl einen Reitkurs beim 6. Chevaulegers-Regiment „Prinz Albrecht von Preußen“. Am 1. Oktober 1890 trat er dann seinen Dienst beim 19. Infanterie-Regiment „König Viktor Emanuel III. von Italien“ in Erlangen an. 1892/95 absolvierte Möhl die Kriegsakademie, die ihm die Qualifikation für den Generalstab, die höhere Adjutantur und das Lehrfach (Taktik) aussprach.
Als Premierleutnant war er im Anschluss für ein Jahr zur Luftschiffer-Abteilung kommandiert. Kurzzeitig versah Möhler dann wieder Dienst im 19. Infanterie-Regiment „König Viktor Emanuel III. von Italien“ und wurde mit der Ernennung zum Adjutant der 6. Infanterie-Brigade nach Landau in der Pfalz versetzt. Von dort kam Möhl drei Jahre später zur Zentralstelle des bayerischen Generalstabes. Zeitgleich mit der Beförderung zum Hauptmann versetzte man ihn am 27. Juli 1901 in den Generalstab des Gouvernements der Festung Ingolstadt. Ab 30. September 1903 setzte man Möhl als Kompaniechef im 1. Infanterie-Regiment „König“ ein, wo er vom 1. Januar bis 31. Dezember 1904 auch zugleich als stellvertretender ständiger Richter am Standgericht des Regiments fungierte. Vom 17. Oktober 1905 bis 30. September 1906 war er Erster Generalstabsoffizier der 4. Division und im Anschluss als Major (seit 20. Juli 1906) Lehrer an der Kriegsakademie. Am 22. Oktober 1909 wechselte Möhl wieder in den Truppendienst, war als Bataillonskommandeur im 6. Infanterie-Regiment, kam ein Jahr später als Erster Generalstabsoffizier zum III. Armee-Korps und wurde wiederum ein Jahr darauf Chef des dortigen Generalstabs. Bereits am 3. März 1911 war Möhl Oberstleutnant geworden. Man berief Möhl am 27. März 1913 zum Direktor der Kriegsakademie und beförderte ihn in dieser Funktion am 25. August 1913 zum Oberst.
Zu Beginn des Ersten Weltkriegs wurde Möhl am 1. August 1914 Kommandeur des 6. Infanterie-Regiments, mit dem er nach der Mobilmachung an der Westfront zunächst in der Schlacht in Lothringen zum Einsatz kam. Das Regiment gab er ab 5. März 1915 ab, wurde Chef des Generalstabs des I. Armee-Korps und als solcher am 8. April 1915 Generalmajor. Vom 13. September 1916 bis 14. Januar 1917 war Möhl Kommandeur der 12. Infanterie-Brigade und erhielt dann das Kommando über die 16. Infanterie-Division.
Mit der Verleihung des Verdienstordens der Bayerischen Krone am 12. März 1918 war für ihn die Nobilitierung mit dem persönlichen Adel verbunden und er durfte sich ab diesem Zeitpunkt Ritter von Möhl nennen.
Für seine Leistungen während der Schlacht bei Monchy-Bapaume wurde Möhl am 9. Oktober 1918 mit dem Orden Pour le Mérite ausgezeichnet. Der bayerische König Ludwig III. würdigte ihn durch die Verleihung des Ritterkreuzes des Militär-Max-Joseph-Ordens.
Nach Kriegsende wurde Möhl ab 22. Dezember 1918 als Offizier von der Armee zunächst zur Verfügung gestellt. Nach der Errichtung der Münchner Räterepublik Anfang April 1919 wurde Möhl das Oberkommando über die zu deren Niederschlagung eingesetzten bayerischen und württembergischen Reichswehrteile und Freikorps übertragen, während den Gesamtbefehl Ernst von Oven führte. Im Mai 1919 ging aus diesem „Oberkommando von Möhl“ das bayerische Reichswehr-Gruppenkommando 4 hervor. Als dessen Befehlshaber war Möhl auch Landeskommandant von Bayern. Als Generalleutnant (seit 23. Juni 1920) wurde Möhl dann am 1. Oktober 1920 Kommandeur der 7. (Bayerische) Division sowie zeitgleich Befehlshaber im Wehrkreis VII und Landeskommandant von Bayern. Am 6. März 1922 erhielt Möhl den Charakter als General der Infanterie. 1922 unterstützte er in Bayern die Umsturzversuche Otto Pittingers und Ernst Pöhners gegen den Grafen Lerchenfeld, wobei er sich allerdings von den Nationalsozialisten distanzierte.
Durch die Ernennung zum Oberbefehlshaber des Gruppenkommandos 2 in Kassel zum Jahresanfang 1923 (unter gleichzeitiger Beförderung zum General der Infanterie) wurde Möhl der bayerischen Innenpolitik entzogen. Mit dem 31. Dezember 1924 schied Möhl aus der Reichswehr aus. Nach Bayern zurückgekehrt, war er im Herbst 1925 Mitbegründer der Vereinigung „Bayerntreue“. Als aktives Mitglied des Kyffhäuserbundes pflegte er gute Kontakte zu Kronprinz Rupprecht von Bayern.
Möhl zog 1928 nach Starnberg, wo er kurz vor Ende des Zweiten Weltkrieges starb. Seine Beisetzung erfolgte ohne militärische Ehrungen.

### Ehrungen
- Eisernes Kreuz (1914) II. und I. Klasse[2]
- Roter Adlerorden II. Klasse mit Schwertern[2]
- Kronenorden II. Klasse mit Schwertern[2]
- Ehrenkreuz des Ordens vom Heiligen Michael[2]
- Großkomtur des Bayerischen Militärverdienstorden mit Schwertern[2]
- Bayerisches Dienstauszeichnungskreuz I. Klasse[2]
- Hessische Tapferkeitsmedaille[2]
- Hanseatenkreuz Hamburg[2]

In Amberg gab es die „Ritter-von-Möhl-Kaserne“ an der Sebastianstraße (erbaut 1935/36 für die Wehrmacht), die nach 1945 von der US Army unter dem Namen „Pond Barracks“ genutzt worden war. Nach dem Abzug der US-Garnison im Jahre 1992 wurde das Areal in ein ziviles Wohngebiet umgewandelt.

## Werke
- Unsere bewaffnete Macht. 1919